# Tramon Air
Tramon Air — бывшая южноафриканская частная авиакомпания со штаб-квартирой в Йоханнесбурге (ЮАР), осуществлявшая чартерные пассажирские и грузовые перевозки по внутренним и международным направлениям.
Портом приписки авиакомпании и её главным транзитным узлом (хабом) является Международный аэропорт имени О. Р. Тамбо в Йоханнесбурге.

## История
Компания Tramon Air была основана в 1995 году и начала операционную деятельность в начале 1998 года.

## Флот
По состоянию на август 2006 года воздушный флот авиакомпании Tramon Air составляли следующие самолёты:
- 1 Boeing 727-200F
- 2 Boeing 737—200
- 2 Grumman Gulfstream I